# Porter County
Porter County ist ein County im Bundesstaat Indiana der Vereinigten Staaten. Der Verwaltungssitz (County Seat) ist Valparaiso.

## Geographie
Das County liegt im Nordwesten von Indiana, grenzt im Norden an den Michigansee und hat eine Fläche von 1351 Quadratkilometern, wovon 268 Quadratkilometer, entsprechend 19,84 Prozent, Wasserfläche sind. Begrenzt wird es durch die Countys: LaPorte County (östlich), Starke County (südöstlich), Jasper County (südlich) und Lake County (westlich).

## Geschichte
Porter County wurde am 7. Februar 1835 aus Teilen des St. Joseph County gebildet. Benannt wurde es nach David Porter, einem Kommodore im Britisch-Amerikanischen Krieg von 1812. Ursprünglich war Portersville Sitz der Countyverwaltung, dieser wurde jedoch 1837 auf Bitten der Bevölkerung durch Indianas Generalversammlung (general assembly) nach Valparaiso verlegt.
Im Porter County liegt eine National Historic Landmark, die Joseph Bailly Homestead. Insgesamt sind 36 Bauwerke und Stätten des Countys im National Register of Historic Places eingetragen (Stand 3. September 2017).

## Demografische Daten

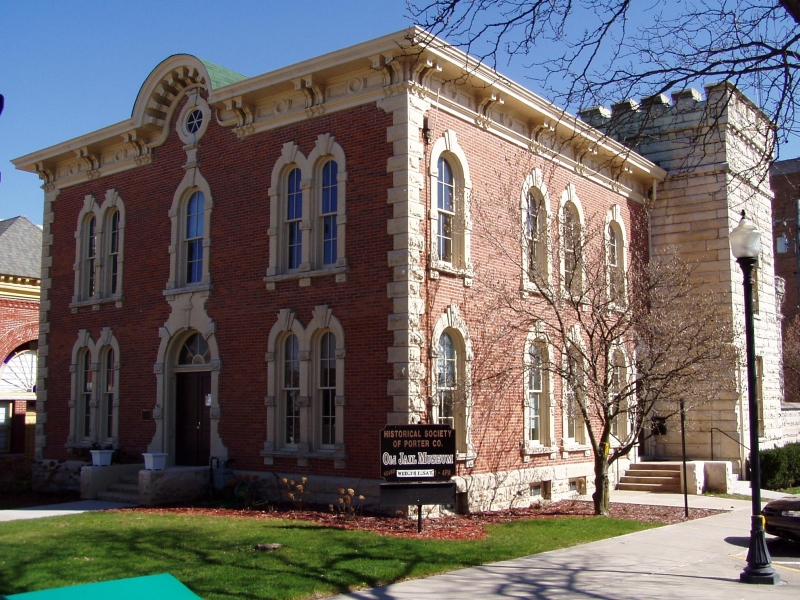
Ehemaliges Bezirksgefängnis und Haus des Sheriffs, gelistet im NRHP

Nach der Volkszählung im Jahr 2000 lebten im Porter County 146.798 Menschen in 54.649 Haushalten und 39.729 Familien. Die Bevölkerungsdichte betrug 136 Einwohner pro Quadratkilometer. Ethnisch betrachtet setzte sich die Bevölkerung zusammen aus 95,33 Prozent Weißen, 0,92 Prozent Afroamerikanern, 0,22 Prozent amerikanischen Ureinwohnern, 0,91 Prozent Asiaten, 0,03 Prozent Bewohnern aus dem pazifischen Inselraum und 1,26 Prozent aus anderen ethnischen Gruppen; 1,32 Prozent stammten von zwei oder mehr Ethnien ab. 4,82 Prozent der Bevölkerung waren spanischer oder lateinamerikanischer Abstammung.
Von den 54.649 Haushalten hatten 35,0 Prozent Kinder unter 18 Jahre, die mit ihnen im Haushalt lebten. 59,8 Prozent waren verheiratete, zusammenlebende Paare, 9,2 Prozent waren allein erziehende Mütter und 27,3 Prozent waren keine Familien. 22,2 Prozent waren Singlehaushalte und in 8,0 Prozent lebten Menschen mit 65 Jahren oder darüber. Die Durchschnittshaushaltsgröße betrug 2,62 und die durchschnittliche Familiengröße lag bei 3,08 Personen.
25,8 Prozent der Bevölkerung waren unter 18 Jahre alt, 9,8 Prozent zwischen 18 und 24, 28,9 Prozent zwischen 25 und 44 Jahre. 24,6 Prozent zwischen 45 und 64 und 10,9 Prozent waren 65 Jahre alt oder älter. Das Durchschnittsalter betrug 36 Jahre. Auf 100 weibliche Personen kamen 96,4 männliche Personen. Auf 100 Frauen im Alter von 18 Jahren und darüber kamen 93,9 Männer.
Das jährliche Durchschnittseinkommen eines Haushalts betrug 53.100 US-Dollar, das Durchschnittseinkommen der Familien 61.880 USD. Männer hatten ein Durchschnittseinkommen von 50.167 USD, Frauen 26.347 USD. Der Pro-Kopf-Einkommen betrug 23.957 USD. 3,9 Prozent der Familien und 5,9 Prozent der Bevölkerung lebten unterhalb der Armutsgrenze.

## Orte im County
- Aylesworth
- Babcock
- Beatrice
- Beverly Hill
- Beverly Shores
- Blackhawk Beach
- Boone Grove
- Brummitt Acres
- Burdick
- Burlington Beach
- Burns Harbor
- Chesterton
- Clanricarde
- Coburg
- Coolwood Acres
- Crestview
- Crisman
- Crocker
- Dune Acres
- Edgewater
- Five Points Corner
- Furnessville
- Garyton
- Graham Woods
- Haglund
- Hebron
- Hillcrest
- Hurlburt
- Kouts
- Lake Eliza
- Lake View
- Lakes of the Four Seasons
- Lincoln Hills
- Long Lake Island
- Malden
- Marian Manor
- McCool
- Morgan Park
- Northwood Park
- Ogden Dunes
- Portage
- Porter
- Porter Crossroads
- Roble Woods
- Sedley
- South Haven
- Suman
- Sylvan Manor
- Town of Pines
- Tratebas Mill
- Tremont
- Valparaiso
- Wake Robin Fields
- Western Acres
- Westhill
- Wheeler
- Willow Creek
- Wilson
- Woodville

Townships
- Boone Township
- Center Township
- Jackson Township
- Liberty Township
- Morgan Township
- Pine Township
- Pleasant Township
- Portage Township
- Porter Township
- Union Township
- Washington Township
- Westchester Township